# Champagne (tartomány)
Champagne grófság Franciaország egyik történelmi tartománya, az ország északkeleti részén. Ismert borvidék, de főleg pezsgőjéről híres, ami a nevét viseli.
A tartományt 1065-ben alapították, Franciaország keleti határától mintegy százhatvan kilométerre.
Troyes, Reims és Épernay városok Champagne tartomány kereskedelmi központjai. 
Champagne nagyobbik része jelenleg területileg fedi a korábbi Champagne-Ardenne régiót, ahol Ardennek, Aube, Haute-Marne és Marne megyéket találjuk. A Champagne kifejezés a latin campania szóból ered és utal a hasonlóságára az olaszországi Campania vidékkel, Rómától délre. 
Innen indul a „lovagromantika”, Chrétien de Troyes íróval, aki történeteket írt Artúr király és kerekasztal legendákról. 
Néhány navarrai király is a Champagne grófságból származik.

## Fordítás
Ez a szócikk részben vagy egészben  a   Champagne (province) című angol Wikipédia-szócikk fordításán alapul.  Az eredeti cikk szerkesztőit annak laptörténete sorolja fel. Ez a jelzés csupán a megfogalmazás eredetét és a szerzői jogokat jelzi, nem szolgál a cikkben szereplő információk forrásmegjelöléseként.